# بطولة أمم أوروبا 2000 (لعبة فيديو)
بطولة أمم أوروبا 2000 (بالإنجليزية: UEFA Euro 2000)، هي لعبة فيديو من نوع رياضة كرة قدم، وهي من تطوير إي أيه كندا، ونشرها إي أيه سبورتس الأمريكية، صدرت في الأسواق سنة 2000، وتعمل على منصتي مايكروسوفت ويندوز وبلاي ستيشن.